# Prosoplazie
Prosoplazie nebo prozoplázie z řeckého: προσωπον prósopon, "tvář" + πλάσις plasis, "tvar, formace") je taková diferenciace buněk, která vede k získání vyšších funkcí nebo vyšší formy organizace. Jejím opakem je anaplazie. V patologii se rozumí prosoplazií diferenciace tkáně za obvyklou fyzickou mez. Příkladem je Wartinův nádor.